# Through Shaded Woods
Through Shaded Woods is het zevende studioalbum van Lunatic Soul.

## Inleiding
Volgens interviews met Duda in IO Pages (december 2017 en december 2020) zou dit het laatste album van de eenmansband van Mariusz Duda zijn. Volgens een schema op het album zelf is de cirkel rond. De muziek is nog altijd een mengeling van progressieve rock met trance-invloeden al is er op dit album een verschuiving waarneembaar richting Oost-Europese folk. Het album is opgenomen in de Serakos Studio in Warschau onder begeleiding van Magda en Robert Srzedniccy, vaste technici bij Lunatic Soul. Naar eigen zeggen is het centrale thema van het album jezelf confronteren met je angsten, zodat je ze kan overwinnen. Voor Through Shaded Woods geldt in het bijzonder de thema’s dood en depressie en wedergeboorte en herstel. Dit past binnen de thema’s van eerdere albums (leven na de dood, overwinnen depressie etc.). Dat thema zou ook de reden zijn dat de muziek op Through Shaded Woods lichter klinkt dan op voorgaande albums. Duda zag een gelijkenis met de tijd rond de opnamen. Hij hoopte dat de wereld er na de coronapandemie op vooruit zou gaan/zijn gegaan.
Er werd voor een donkere hoes gekozen om het te kunnen plaatsen in de rij eerdere albums; een alternatief ontwerp in groen viel daarmee af. Om zich te kunnen focussen op dit album, was hij met (te) afwijkende stukken bezig met Lockdown Spaces (alleen digitaal album), dat onder eigen naam (Duda) werd uitgebracht.
Het album haalde de vijfde plaats in de Poolse albumlijst, ook in Duitsland en Zwitserland stond het een week genoteerd.

## Musici
- Mariusz Duda – zang, alle muziekinstrumenten; het was het eerste album van Lunatic Soul, waarop geen gastmusici speelden

## Muziek
| Nr. | Titel                       | Duur |
| --- | --------------------------- | ---- |
| 1.  | Navvie (Duda)               | 4:03 |
| 2.  | The passage (Duda)          | 8:58 |
| 3.  | Through shaded woods (Duda) | 5:51 |
| 4.  | Oblivion (Duda)             | 5:03 |
| 5.  | Summoning dance (Duda)      | 9:53 |
| 6.  | The fountain (Duda)         | 6:04 |

Sommige edities hebben drie aanvullende tracks: Vyraj (5:32), Hylophobia (3:20) en Transition II (27:45).